# Miroslav Vobořil
Miroslav Vobořil (* 27. září 1966, Trutnov) je český skladatel filmové a scénické hudby, aranžér a hudební producent.

## Život
Od útlého dětství se učil hře na klavír, vystudoval střední obchodní školu a absolvoval Pedagogickou fakultu UHK v Hradci Králové.
V roce 1990 začal psát scénickou hudbu pro iluzionistu Pavla Kožíška, hudbu pro reklamní spoty a krátké dokumentární filmy. Do roku 1998 pracoval ve státní správě, po odchodu z ní založil firmu a vybudoval nahrávací studio. Byl činným 12 let v zastupitelstvu obce Ostroměř, z toho 8 let místostarostou. Je ženatý, má tři dcery a v současné době žije a tvoří v Hořicích.

## Tvorba
Tvoří kompozice pro audiovizuální projekty Ohňové oratorium, Millenium, dále pro videomappingy režisérky Zdeňky Čechové a tematické multimediální projekty Ctností a neřestí na Kuksu pro Řád svatého Huberta.
Premiéroval své skladby Doteky svobody part I, II. v Hradci Králové v roce 2019 v produkci Post Bella za spoluúčasti mezzosopranistky Dagmar Peckové, doprovodu Komorního souboru UHK Hradec Králové a pěveckého sboru.[zdroj⁠?!]
Napsal hudbu k dokumentárním filmům, pro studentskou amatérskou tvorbu a k baletu. Komponuje též znělky, reklamy a jinou hudbu. Experimentuje s žánry jako je rock, pop, jazz, klasická hudba. Realizuje vlastní kompozice, v nichž jde o hledání syntézy stylů, žánrů, barev a nálad hudby. S tím souvisí i aranžérská práce na hudbě k operetě Mamzelle Nitouche (2002), muzikálu Divotvorný hrnec (2012), Tři mušketýři 2018), a také k písním do divadelních her Světáci (2019) a  “Nebe na zemi“ (2019).
Svoji práci zúročil na hudbě do muzikálu podle divadelní hry románu Julese Verna v původní dramatizaci Pavla Kohouta z roku 1961 a inscenační, dramaturgické úpravě s písňovými texty Alexandra Gregara Cesta kolem světa za osmdesát dní (2019).
Vede divadelní orchestry a současně je lídrem hudební formace Servis-Vokap. Pořádá charitativní vánoční chrámové koncerty.

## Dílo

### Hudba pro multimediální projekty
- Milénium (1999, Hradec Králové, Adalbertinum)
- Ohňové oratorium (2000, Dvůr Králové nad Labem., recenze[2])
- Na křídlech fantazie[4] (2010, Praha, režie Zdeňka Čechová, recenze)[5]
- Betlémská odysea [6][7](2015, Praha, videomapping na Betlémskou kapli, režie Zdeňka Čechová)
- Tisíciletí nebe a pekla[8] (2017, Kuks)
- Pro paměť národa[9] (2018, Kuks)
- Královédvorská odysea [10] ( 2020, Dvůr Králové nad Labem, videomapping, režie Zdeňka Čechová)

### Kompozice a díla za účasti hudebních osobností
- Doteky svobody part I., II.[11] Premiéra díla se konala v roce 2019 v Hradci Králové za účasti mezzosopranistky Dagmar Peckové, doprovodu Komorního souboru UHK Hradec Králové a pěveckého sboru řízeného Jaroslavem Křováčkem v produkci agentury Post Bellum.